# Seda Tutjalián
Seda Tutjalián (Guiumri, Armenia, 15 de julio de 1999) es una gimnasta artística, nacida en Armenia pero nacionalizada desde muy pequeña como rusa, subcampeona olímpica en el concurso por equipos de Río 2016.

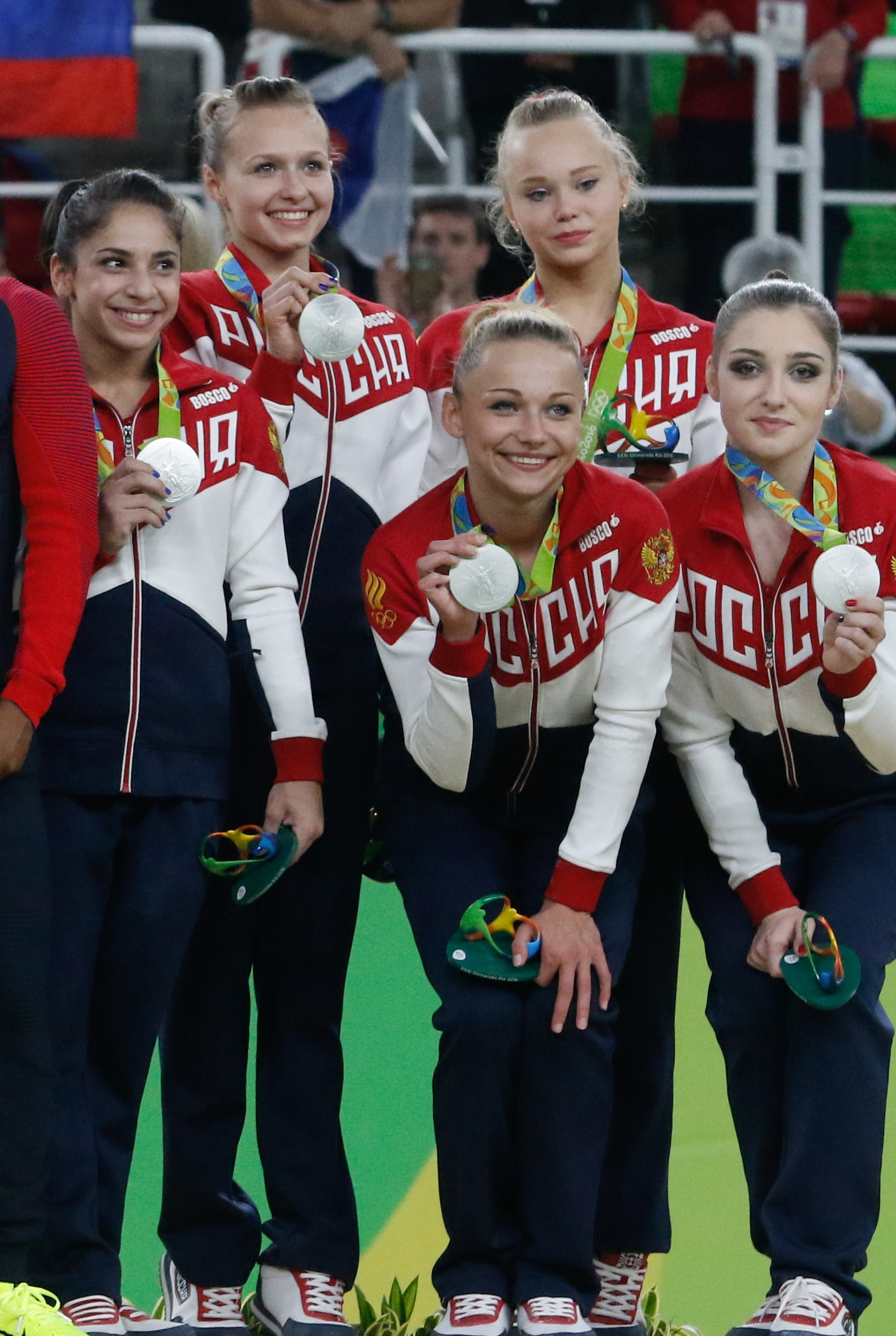
Tutkhalyan junto a sus compañeras después de recibir la medalla de plata en el concurso por equipos en Río 2016

## Carrera deportiva
En 2016 participó en el Campeonato Europeo que tuvo lugar en Berna, Suiza, consiguiendo la medalla de oro en el concurso por equipos. Poco después viajó a Río de Janeiro, donde ayudó a su equipo a lograr la medalla de plata, quedando detrás de las estadounidenses (oro) y por delante de las chinas (bronce). Las otras cuatro componentes de su equipo fueron:Aliya Mustafina, Maria Paseka, Daria Spiridonova y Angelina Melnikova.